# Propaganda

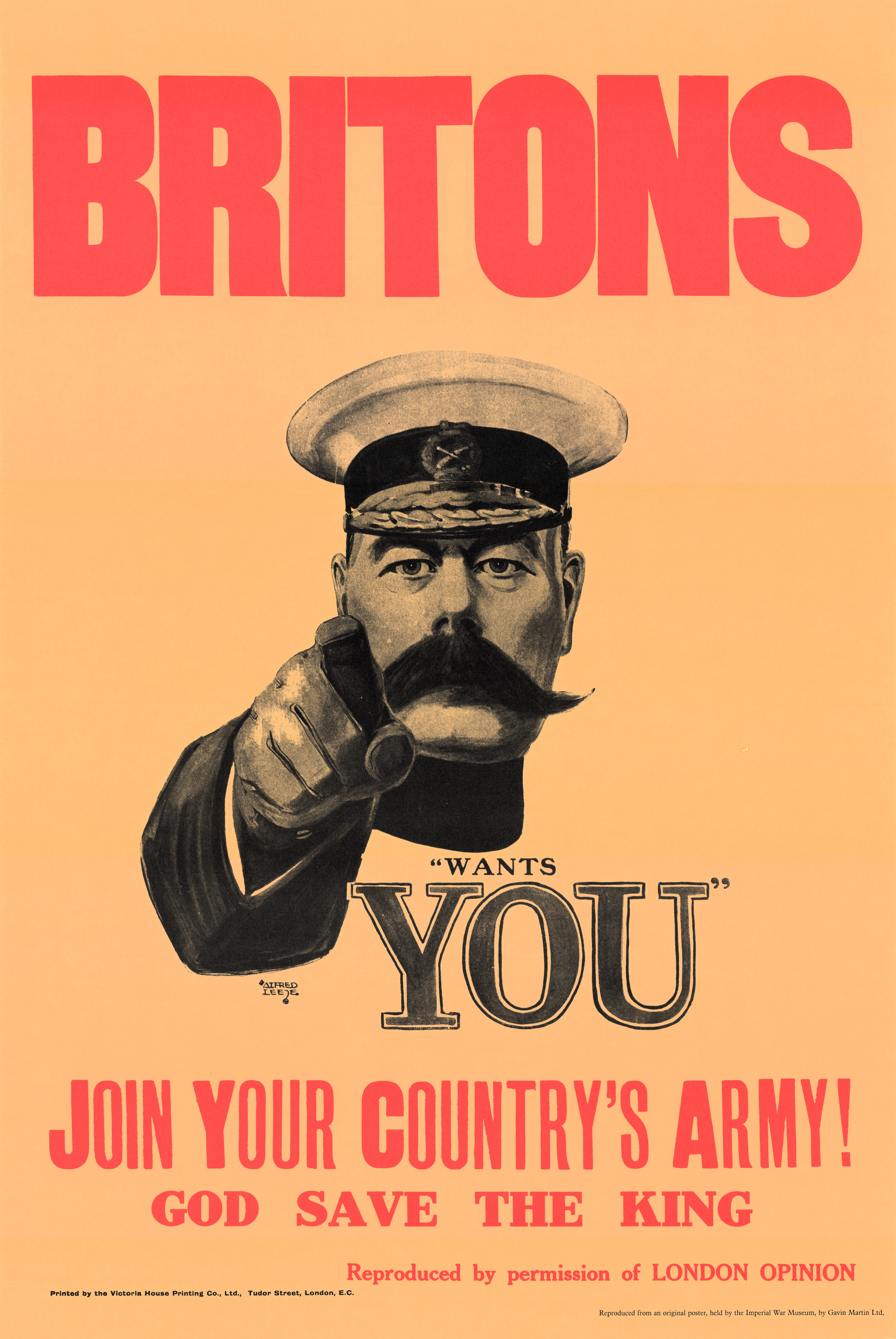
Il ministro della guerra Lord Kitchener di Khartoum chiama gli inglesi alle armi. Manifesto di Alfred Leete del 1914.

La propaganda è "l'attività di disseminazione di idee e informazioni con lo scopo di indurre a specifici atteggiamenti e azioni" ovvero il "conscio, metodico e pianificato utilizzo di tecniche di persuasione per raggiungere specifici obiettivi atti a beneficiare coloro che organizzano il processo". In antitesi alla propaganda dovrebbe essere la pura e semplice esposizione dei fatti nella loro completezza ovvero la descrizione della realtà nella sua interezza.
(Denis McQuail 1997)

## Origine del termine
La propaganda, come azione intesa a conquistare il favore di un pubblico, è un'attività vecchia quanto l'uomo, presente in ogni tempo, luogo e dimensione sociale. Il termine propaganda nasce in contesto religioso quando la Chiesa cattolica nel XVI secolo organizza, come contrattacco alla diffusione del protestantesimo, una Congregatio de Propaganda Fide, un dipartimento preposto alla propagazione della fede cattolica.
Originariamente il termine non intendeva riferirsi a informazioni fuorvianti. Il moderno significato di propaganda, invece, risale all'uso che se ne fece a partire dalla prima guerra mondiale. 
La propaganda presuppone l'utilizzo della comunicazione per trasmettere un messaggio, un'idea o un'ideologia: il secondo Ottocento si pone quindi come un periodo storico sconvolgente per la propaganda e per il suo uso nelle società moderne, perché questo non solo è il periodo della rivoluzione delle comunicazioni (telegrafo, ferrovia, mezzi di comunicazione di massa, ecc.), ma anche della rivoluzione del ruolo del “pubblico” nella società, evoluto fino all'affermarsi dei totalitarismi tra le due guerre mondiali.

## Storia
Nel corso della storia dell'uomo parte delle produzioni culturali e delle attività informative hanno sempre svolto anche una funzione “propagandistica”. Solitamente le varie società, caratterizzate da determinate strutture economiche, sociali e istituzionali, hanno avuto bisogno (e fatto sì) che i sistemi formativi e informativi non andassero a interferire con tali strutture; al contrario, erano chiamati a rafforzarle.

Probabilmente uno degli esempi più noti di propaganda: lo Zio Sam di James Montgomery Flagg del 1917.

La storia della propaganda affonda le radici nel Paleolitico, quando furono sfruttati simboli visivi per precisi scopi persuasivi, come nel caso di maschere, lamenti di guerra e gestualità minacciose atte a spaventare un nemico.
Una delle prime testimonianze scritte di propaganda a scopi politici e militari si ritrova nella Bibbia, nell'Antico Testamento, in occasione dell'assedio di Gerusalemme da parte degli assiri: nel secondo libro dei Re si narra di quando nel 701 a.C. Sennacherib, re di Assiria, tentò di sottomettere la popolazione giudea di Gerusalemme utilizzando propaganda intimidatoria.
Propaganda era il De bello Gallico, che servì a Cesare per accrescere la propria reputazione a Roma. 
L'Eneide di Virgilio accanto alle finalità estetiche ne aveva anche di “politiche”, vale a dire l'esaltazione di Roma (erede della mitica Troia) e dell'imperatore Ottaviano Augusto (della famiglia Iulia, fondata da Iulo figlio di Enea).
Paolo di Tarso, poi, fu uno tra i più "insigni" propagandisti della storia religiosa.
Nel Medioevo una delle propagande più famose è forse quella operata da certi ambienti della società europea dell'XI, XII e XIII secolo a favore della causa crociata. Non a caso il ruolo chiave lì fu svolto dal clero cristiano, depositario della cultura e quindi del sistema informativo e formativo dell'epoca (si veda il discorso di Urbano II a Clermont nel 1095).
Famose, in epoca moderna, la propaganda controriformistica e quella colonialista; ma anche i libelli di Martin Lutero furono in parte scritti con presupposti propagandistici.
In una certa misura propagandistiche furono le intenzioni e il significato della Dichiarazione d'indipendenza degli Stati Uniti, un "capolavoro di propaganda razionale", volto a cristallizzare l'opinione pubblica nordamericana e giustificare la rivoluzione all'estero (si pensi in tal caso al “divario” tra l'idea di democrazia e uguaglianza e la realtà effettiva di una classe dirigente eletta da una percentuale della popolazione che si aggirava intorno all'1,5% del totale).
In seguito all'estensione del diritto al voto e alle innovazioni tecnologiche nel campo delle comunicazioni, il XIX secolo ha assistito a "una costante crescita nel ruolo dell'opinione pubblica e nell'uso della propaganda da parte delle élite governative per influenzarla".
Ma anche dalla parte opposta, gli scritti di Karl Marx contengono alcune declinazioni propagandistiche della sua filosofia politica.
(Alex Carey, Taking the Risk out of Democracy: Corporate Propaganda versus Freedom and Liberty, University of Illinois Press, 1997, p.19)
Molti analisti sostengono che i media, oltre a "divertire, intrattenere e informare", hanno avuto la funzione (il più delle volte implicita) di "imprimere negli individui valori, credenze e codici di comportamento atti a integrarli nelle strutture istituzionali della società di cui fanno parte". Nel XX secolo ciò ha riguardato sia le élite politiche che quelle economiche, quando sono state in grado di controllare direttamente i mezzi di comunicazione.
Un tipico esempio di propaganda di fonte politica particolarmente dannosa è la propaganda nazista: tramite un uso sapiente dei mezzi di comunicazione di massa, Hitler aveva convinto le folle a massacrare degli innocenti e ha condotto un'intera nazione in una guerra che ha devastato la Germania e mezzo mondo producendo milioni di morti. Casi meno estremi, ma non meno dannosi di propaganda sono determinati dall'enfatizzazione dei moventi dell'azione politica a scopi di mera utilità della propria parte: Benito Mussolini, ad esempio, sosteneva che "in politica bastano tre centesimi di merce e novantasette di tamburo".
L'utilità può consistere nella conquista del potere ovvero nell'arricchimento di pochi "eletti" a discapito dell'impoverimento delle masse, rese miopi da una propaganda fatta di promesse non mantenute. In questo caso i leader, con un sapiente uso dei sondaggi, conoscono quali sono i desideri e i bisogni delle persone, promettono loro di esaudirli, ma poi nei fatti compiono azioni atte ad esaudire i loro propri desideri, spesso in antitesi con i desideri delle persone, danneggiandole.
Ma anche quando i media sono stati espressione di grosse imprese economiche, controllate da forze orientate al mercato e al profitto, o del potere politico ad esse collegato, l'informazione da essi fornita ha risentito degli interessi di chi li finanzia e li controlla: in Italia, ad esempio, fu il caso della loggia massonica P2 - la sua sigla, non a caso, era l'abbreviazione della denominazione "Propaganda 2" - e dei suoi tentativi di influenzare la linea editoriale del Corriere della sera.

## Descrizione
La propaganda può presentare i fatti in modo selettivo (così possibilmente mentendo per omissione) onde incoraggiare una sintesi (una conclusione) particolare, oppure usa messaggi caricati onde produrre risposte emozionali piuttosto che razionali alle informazioni presentate. L'uso della propaganda è dannoso per la libera e naturale formazione dell'opinione personale e pubblica e il danno poi si riflette sulla persona stessa e sulla società.
Il successo della propaganda necessita di una efficace censura sui fatti esposti, altrimenti essa sarebbe facilmente smantellata. La presenza di una situazione di censura è un pesante indizio di una propaganda in corso. La propaganda ha la capacità di esaltare e rendere più importanti i sogni, i pensieri, i desideri rispetto alla realtà dei fatti, facendo spesso uso di simboli in modo da indurre le persone a far coincidere l'obiettivo della propaganda con i simboli utilizzati, anche quando talvolta in realtà fra loro non c'è nessun nesso. Sul fronte contrapposto, la contropropaganda si identifica come attività volta a rilevare e contrastare le azioni di propaganda svolte da attori ostili e include le iniziative finalizzate a neutralizzare o mitigare gli effetti della propaganda avversaria ovvero a sfruttarla a proprio vantaggio.

### Tipologie di propaganda

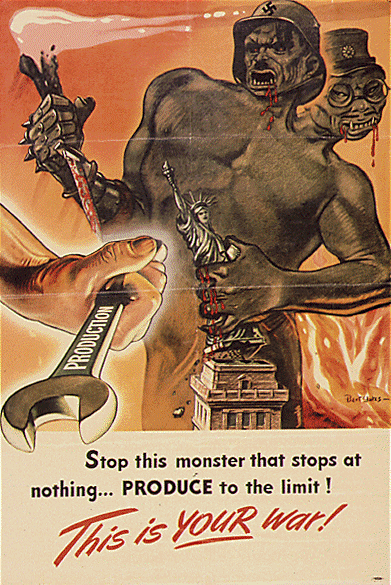
Propaganda USA della seconda guerra mondiale che invita alla piena produzione.

La propaganda, in attività “storicamente rilevanti”, si è manifestata in relazione ad ambiti diversi e quindi in tipologie diverse, spesso intrecciate fra loro. La propaganda religiosa è solo una delle forme storicamente più definite e diffuse di propaganda, connessa con il proselitismo.
La propaganda culturale, e in particolare quella letteraria, è tra le più importanti, essendo la propaganda un fatto essenzialmente “comunicativo”. Questa tipologia di propaganda si è dunque intrecciata spesso con quella religiosa o ancor più con la propaganda politica. In questo caso la finalità politica si aggiunge a quella prettamente estetica-artistica, in misura ovviamente variabile (nei casi “più estremi” la finalità artistica può essere solo un velo posto su quella primaria, politica).
Più delicata appare storicamente la questione della propaganda economica, soprattutto nelle forme assunte a partire dalla fine del XIX secolo. 
Secondo alcuni studiosi la pubblicità è una sorta di propaganda economica, mentre secondo altri essa presuppone un beneficio anche per chi riceve il processo persuasivo, il che la dovrebbe distinguere dalla propaganda vera e propria, in cui il beneficio per il ricevente può crearsi solo accidentalmente.
Le pubbliche relazioni sembrano rientrare più chiaramente tra i rami della propaganda: ne sono una moderna forma evolutiva, riguardano specificatamente i rapporti tra un'organizzazione di grandi dimensioni e il pubblico moderno; possono anche essere considerate più semplicemente gentile
di chiamare la propaganda. I propagandisti cercano di cambiare il modo in cui la gente comprende una questione o una situazione, allo scopo di cambiarne le azioni o le aspettative, in un modo che sia quello auspicato dal gruppo di interesse. In questo senso, la propaganda serve come corollario alla censura, nella quale lo stesso scopo viene raggiunto, non attraverso false informazioni, ma prevenendo la conoscenza di informazioni vere.
Ciò che rende la propaganda differente da altre forme di controllo è la volontà del propagandista di cambiare l'orientamento delle persone, attraverso l'inganno e la confusione, piuttosto che tramite la persuasione e la comprensione. In senso ancor più stretto la propaganda si riferisce solo alle informazioni false che hanno lo scopo di rassicurare la gente che già ci crede. L'assunto è che, se la gente crede in qualcosa di falso, sarà costantemente assalita dai dubbi. Poiché questi dubbi sono spiacevoli (vedi dissonanza cognitiva), la gente è desiderosa di estinguerli, e quindi ricettiva alle rassicurazioni di chi è al potere. Per questo motivo la propaganda è spesso indirizzata a coloro i quali già simpatizzano con il potere.
La propaganda può essere classificata in base alla fonte:
- la propaganda trasparente arriva da una fonte chiaramente identificabile e dai propositi noti;
- la propaganda bianca arriva da una fonte amica e affine per scopi e idee;
- la propaganda nera finge di arrivare da fonte amica, ma in realtà è dell'avversario;
- la propaganda grigia finge di arrivare da fonti neutrali, ma in realtà arriva dall'avversario.

### Tecniche di produzione della propaganda
Tra le tecniche di propaganda vi è la modifica di fotografie, allo scopo di modificare dettagli o aggiungere enfasi a quanto ritratto. (Immagine istantanea di una spedizione squadrista a Roma contro una sede socialista, nella ritoccata è evidente l'aggiunta di fogli da gettare nel falò le cui fiamme e volute di fumo sono ritoccate)
Le cosiddette fake news si basano sull'utilizzo di metodologie di comunicazione appartenenti alle tecniche di propaganda, in grado dunque di persuadere i destinatari del messaggio. In molte di queste tecniche si possono trovare anche falle logiche, in quanto i propagandisti usano argomenti che, anche se a volte convincenti, non sono necessariamente validi.
Del tempo è stato speso per analizzare i mezzi con cui vengono trasmessi i messaggi propagandistici, e questo lavoro è importante, ma è chiaro che le strategie di disseminazione di informazioni diventano strategie di diffusione della propaganda solo quando sono accoppiate a messaggi propagandistici. Identificare questi messaggi è un prerequisito necessario per studiare i metodi con cui questi vengono diffusi. Ecco perché è essenziale avere qualche conoscenza delle seguenti tecniche di produzione della propaganda:
- Ricorso alla paura: il ricorso alla paura cerca di costruire il supporto instillando paura nella popolazione. Per esempio Joseph Goebbels sfruttò la frase I tedeschi devono morire!, di Theodore Kaufman, per sostenere che gli alleati cercavano la distruzione del popolo tedesco.
- Ricorso all'autorità: il ricorso all'autorità cita prominenti figure per supportare una posizione, idea, argomento o corso d'azione.
- Effetto gregge: l'effetto gregge o l'appello alla "vittoria inevitabile" cercano di persuadere il pubblico a prendere una certa strada perché "tutti gli altri lo stanno facendo", "unisciti alla massa". Questa tecnica rafforza il naturale desiderio della gente di essere dalla parte dei vincitori. Viene usata per convincere il pubblico che un programma è espressione di un irresistibile movimento di massa e che è nel loro interesse unirsi. La "vittoria inevitabile" invita quelli non ancora nel gregge a unirsi a quelli che sono già sulla strada di una vittoria certa. Coloro che sono già (o lo sono parzialmente) nel gregge sono rassicurati che restarci è la cosa migliore da farsi.
- Ottenere disapprovazione: questa tecnica viene usata per portare il pubblico a disapprovare un'azione o un'idea suggerendo che questa sia popolare in gruppi odiati, temuti o tenuti in scarsa considerazione dal pubblico di riferimento. Quindi, se un gruppo che sostiene una certa politica viene indotto a pensare che anche persone indesiderabili o sovversive lo appoggiano, i membri di tale gruppo possono decidere di cambiare la loro posizione.
- Banalità scintillanti: le "banalità scintillanti" sono parole con un'intensa carica emotiva, così strettamente associate a concetti o credenze di alto valore, che portano convinzione senza supportare informazione o ragionamento. Esse richiamano emozioni come l'amore per la patria, la casa, il desiderio di pace, la libertà, la gloria, l'onore, ecc. Chiedono approvazione senza esaminare la ragione. Anche se le parole o le frasi sono vaghe e suggeriscono cose differenti a persone differenti, la loro connotazione è sempre favorevole: "I concetti e i programmi dei propagandisti sono sempre, buoni, auspicabili e virtuosi".
- Razionalizzazione: individui o gruppi possono usare generalizzazioni favorevoli per razionalizzare atti o credenze. Frasi vaghe e piacevoli sono spesso usate per giustificare tali atti o credenze.
- Vaghezza intenzionale: le generalizzazioni sono sempre vaghe, in modo che il pubblico possa fornire la propria interpretazione. L'intenzione è quella di muovere il pubblico tramite l'uso di frasi indefinite, senza analizzare la loro validità o tentare di determinare la loro ragionevolezza o applicabilità.
- Transfer: questa è una tecnica di proiezione di qualità positive o negative (lodare o condannare) di una persona, entità oggetto o valore (un individuo, gruppo, organizzazione, nazione, il patriottismo, ecc.) a un altro soggetto per rendere quest'ultimo più accettabile o per screditarlo. Questa tecnica viene generalmente usata per trasferire il biasimo da un attore del conflitto all'altro. Evoca una risposta emozionale che stimola il pubblico a identificarsi con l'autorità riconosciuta.
- Ipersemplificazione: generalizzazioni favorevoli sono utilizzate per fornire risposte semplici a problemi sociali complessi, politici, economici o militari.
- Uomo comune: l'approccio dell'"uomo comune" tenta di convincere il pubblico che le posizioni del propagandista riflettano il senso comune della gente. Viene designato per vincere la fiducia del pubblico comunicando nel suo stesso stile. I propagandisti usano un linguaggio e un modo di fare ordinari (e anche gli abiti nelle comunicazioni faccia a faccia o audiovisive) nel tentativo di identificare il loro punto di vista con quello della persona media.
- Testimonianza: le testimonianze sono citazioni, dentro o fuori contesto, dette specificamente per supportare o rigettare una data politica, azione, programma o personalità. La reputazione e il ruolo (esperto, figura pubblica rispettata, ecc.) dell'individuo che rilascia la dichiarazione vengono sfruttati. La testimonianza pone la sanzione ufficiale di una persona rispettata o di un'autorità sul messaggio propagandistico. Questo viene fatto in un tentativo di far sì che il pubblico si identifichi con l'autorità o che accetti le opinioni e le convinzioni dell'autorità come se fossero sue.
- Stereotipizzazione o etichettatura: questa tecnica tenta di far sorgere pregiudizi nel pubblico etichettando l'oggetto della campagna propagandistica come qualcosa che la gente teme, odia, evita o trova indesiderabile.
- Individuare il Capro espiatorio: colpevolizzare un individuo o un gruppo che non è realmente responsabile, alleviando quindi i sentimenti di colpa delle parti responsabili o distraendo l'attenzione dal bisogno di risolvere il problema per il quale la colpa è stata assegnata.
- Parole virtuose: sono parole appartenenti al sistema di valori del pubblico, che tendono a produrre un'immagine positiva quando riferite a una persona o a un soggetto. Pace, felicità, sicurezza, guida saggia, libertà, ecc., sono parole virtuose.
- Slogan: uno slogan è una breve frase a effetto che può includere la stereotipizzazione o l'etichettatura.
- Conventio ad tacendum: la propaganda, come insegna soprattutto il caso del fascismo italiano, consiste anche nello scegliere le notizie, decidendo quali diffondere e quali tacere. La convenzione comunemente accettata di non parlare di un certo argomento viene definita conventio ad tacendum.

### Propaganda come tipologia di comunicazione dimarketing
Tra le 4 leve di marketing mix riveste particolare importanza la leva della comunicazione che, peraltro, risulta essere la leva maggiormente creativa e che ha lo scopo di rafforzare il posizionamento del cliente e di stimolare nuovi flussi di domanda. Tra le possibili comunicazioni di marketing vi è anche la propaganda, in tal caso di accezione commerciale. Essa, affiancata dalla dinamica della pubblicità, del direct marketing, della sponsorizzazione, delle pubbliche relazioni e delle promozioni alle vendite, fa sì che le imprese orientino una tecnica di comunicazione efficace, allo scopo di aumentare le vendite. È sempre più diffusa, infatti, la tecnica della cross communication che prevede una forma mista di interventi a livello di comunicazione di marketing. Nell'ambito di questa comunicazione, per propaganda, si intende l'intento di associare il nome (e il brand) dell'azienda a fenomeni di costume o di cronaca considerati positivi, ciò al fine di creare, nel percetto del cliente, un'associazione tra evento e realtà aziendale rafforzando, in tal modo, il posizionamento.

## Analisi sociologica
La propaganda ha assunto nel corso della storia un ruolo rilevante soprattutto col procedere della massificazione della società. Infatti, per motivi già semplicemente di ordine “fisico”, laddove il numero degli individui formanti una comunità si ingrandisce, maggiori diventano le difficoltà, o se si vuole le esigenze, del fattore comunicativo, nella costruzione delle relazioni sociali, politiche, economiche, ecc. Tale attività, pur mantenendo storicamente sempre la stessa struttura di fondo, a partire dalla fine del XIX e i primi del XX secolo ha assunto forme e dimensioni mai viste prima, negli ambiti, spesso correlati, di politica, economia, cultura e soprattutto informazione.

### Contesto storico: allargamento della base politica e nascita delle società di massa
La Rivoluzione francese e i Moti del '48 scossero la società europea rivelandosi come simboliche tappe di un lungo processo di rielaborazione della distribuzione del potere. I moti della prima metà dell'Ottocento ridefinirono gli equilibri sociali, prepararono il terreno per le successive agitazioni, e lasciarono la società in preda agli squilibri. La borghesia elaborò le teorie sui diritti naturali degli individui per giustificare la lotta con gli antichi regimi, ma una parte sempre più consistente delle popolazioni, che si andava versando dalle campagne alle città, se ne appropriò generando un moto rivoluzionario che si estese per tutto l'Ottocento e oltre: nascita della Prima Internazionale (1864-1914), movimenti popolari, grandi scioperi, crescita dei sindacati e inserimento dei partiti socialisti nel mondo politico.
Nelle società occidentali tra il 1880 e il 1920, la proporzione degli individui aventi diritto al voto approssimativamente triplicò. In Gran Bretagna e negli Stati Uniti il suffragio si estese dal 10-15% al 40-50% della popolazione. Il risultato era che "sempre più persone stavano iniziando a pensare alla politica". Di fronte agli esplosivi ideali democratici, la richiesta di partecipazione politica e la crescita dei tumulti per l'affermazione dei 'diritti del lavoro', per la classe dirigente l'uso della forza indiscriminata non era più sostenibile (come già dimostrato ampiamente dai disastrosi risultati del “pugno duro” di Luigi XVI durante le prime fasi della rivoluzione francese). 
Per le nuove classi dirigenti, le strategie della legge sociale andavano rielaborate e adattate alla nuova realtà.
(T.H.Qualter, Opinion Control in the Democracies, (1985))

### Fine XIX secolo: nascita della psicologia delle folle (o delle masse)
I primi studi di psicologia delle folle sono una conseguenza degli sviluppi a cui andarono incontro le società dell'Occidente nel corso del XIX secolo, e non è un caso che vengano dalla Francia: sia lo psicologo sociale Gustave Le Bon che l'amico e collega Gabriel Tarde appartenevano a quella generazione di borghesia illuminata e stanca di lotte che aveva assistito alla Comune di Parigi (1870) e alla crescita politica del socialismo.
Gustave Le Bon, saggista e positivista francese, con la Psicologia delle folle (1895), pose le fondamenta della Psicologia delle masse. Il libro ebbe un vasto successo, tradotto in inglese l'anno dopo, ristampato più volte nei decenni successivi, divenne una sorta di manuale utilizzato per gli studi di psicologia sociale. 
Nel libro si spiega come "l'opinione delle masse", dopo essere stata soppressa con successo per quasi tutta la storia dell'umanità, sia ormai diventata incontenibile.
[...] È solo studiando la psicologia della folla che si può comprendere che le azioni della legge e delle istituzioni su di loro sono insignificanti, che loro [i popolani] sono incapaci di sostenere un'opinione qualunque se non quelle che gli vengono imposte, e che non è con le leggi basate sulle teorie della pura eguaglianza che essi vanno guidati, bensì con lo studio di ciò che li impressiona e li seduce.»
(G. Le Bon, 1895)
Finora gli effetti caotici dell'irrazionalità dell'uomo erano stati contenuti dalla rigida gerarchia sociale e dalla guida dei pochi intelligenti. Ma i tempi stavano portando le masse in politica e vedevano il declino delle gerarchie religiose e sociali.. Nel 1887 il sociologo tedesco Ferdinand Tönnies in Gemeinschaft und Gesellschaft (Comunità e società), descrivendo la rivoluzione in corso d'opera della società e del mondo delle comunicazioni, aveva indicato nella stampa uno straordinario strumento per la manifattura dell'opinione pubblica, un canale attraverso il quale un gruppo particolare avrebbe potuto "presentare la propria volontà come la razionale volontà generale".
Gabriel Tarde, famoso sociologo e criminologo francese, professore di filosofia moderna al Collège de France, nel 1901 contraddisse l'amico Le Bon, là dove questi considerava preponderante la voce delle masse: la folla era infatti per Tarde "il gruppo sociale del passato". Era il pubblico, il "gruppo sociale del futuro". 
Il pubblico moderno era un'entità un po' diversa dalla massa: più ristretta, economicamente superiore, lontano dalla piazza, dalle conversazioni faccia-a-faccia e dal dibattito politico diretto. Si trattava essenzialmente di "una collettività spirituale, una dispersione di individui fisicamente separati la cui coesione è interamente mentale".
Gli studi di Le Bon e Tarde arrivarono subito negli Stati Uniti, il cui ordine sociale era travagliato quanto quello europeo. Uno dei primi e maggiori sostenitori di Gustave Le Bon in America fu proprio il presidente Theodore Roosevelt: nel corso della sua presidenza (1901-1908) "teneva gli scritti del francese sempre a portata di mano", e fu dopo numerose insistenze del presidente che alla fine i due si incontrarono nel 1914.

### L'evoluzione dell'industria mediatica in Occidente
La stampa nel corso del XIX secolo, ma soprattutto alla fine, era andata incontro a un'incredibile evoluzione, diventando un enorme mezzo mass-mediatico. Nel corso dell'Ottocento, in Europa quanto in America, il giornale si trasforma da rivista per classi privilegiate a strumento di comunicazione di massa.
Negli Stati Uniti la prima rivoluzione della stampa iniziò nel 1833: Benjamin Henry Day fonda il New York Sun, il primo esempio di penny press americana. La penny press è una stampa che si avvale delle più recenti scoperte tecnologiche (nella tipografia e nei trasporti) e dell'advertising, per produrre più copie a un prezzo più basso, appunto 1 centesimo. Grazie allo sviluppo dell'alfabetizzazione e all'uso di nuove argomentazioni quali la cronaca violenta, le storie curiose e l'entertainment, questi media "protomoderni" riescono a catturare l'attenzione della massa in via di formazione. Nel giro di qualche anno la circolazione dei singoli quotidiani arriva alle decine di migliaia di copie.
Intorno al 1880 avrà inizio la seconda rivoluzione della carta stampata, che porta la distribuzione di alcuni quotidiani dalle decine di migliaia al milione di copie, e vede la nascita nelle maggiori città di industrie di enormi dimensioni.
Ciò richiese investimenti sempre maggiori. I costi di gestione salirono alle stelle, lasciando lungo la strada migliaia di testate giornalistiche incapaci di reggere il peso economico della sfida: nel 1851 a New York il costo del lancio di un giornale era di circa 70.000$ mentre negli anni Venti del secolo successivo il valore si aggirava tra i 6 e i 18 milioni di dollari.
L'advertising divenne fondamentale per la vita dei giornali: la pubblicità infatti era diventata l'elemento chiave per ammortizzare i costi di produzione delle testate giornalistiche dei grandi centri urbani che arrivavano al milione di copie. Ciò rese il ruolo degli inserzionisti sempre più fondamentale, e la loro importanza cresceva parallelamente all'aumento delle tirature, secondo un processo che si è protratto e rafforzato nel corso del XX secolo, al punto che oggi, è possibile ritenere che "senza il loro sostegno finanziario i giornali cesserebbero di essere economicamente vitali".
La crescita della circolazione e della competizione, il relativo aumento dei costi di gestione che, insieme alla riduzione dei prezzi di vendita atta a rendere possibile l'aumento delle tirature, favorisce la capitalizzazione e la concentrazione in poche mani:
Come nel caso di altre industrie di cruciale importanza, attraverso "il consolidamento e l'innovazione tecnologica" le grandi testate giornalistiche videro "alterati caratteri e dimensioni. [...] Con lo sviluppo delle grandi catene editoriali [...] la gente in un'ampia diversità di luoghi iniziava a essere provvista, a ritmo quotidiano, di conformi costruzioni della realtà". Tra i 25.000 centri di comunicazione di massa (tra quotidiani, riviste, case editrici, radio, stazioni televisive e studi cinematografici) esistenti negli U.S.A. al 1986, solamente 29 gestivano oltre il 50% delle copie dei giornali affluenti sul mercato, mentre le quattro maggiori agenzie stampa dell'Occidente (Associated Press, United Press International, Reuters, Agence-France-Press) "controllano il fluire dell'80% dell'informazione mondiale". Dividendo l'industria mediatica in 'livelli di capacità', questi "giganti dei media" risultano rappresentare il livello più alto in termini di prestigio, di risorse e di diffusione, sono legate economicamente e finanziariamente all'attività inserzionistica delle grandi imprese ed esercitano una necessaria influenza sui centri mediatici di piccole dimensioni..

### Gli sviluppi della psicologia delle masse ai primi del Novecento
(Gabriel Tarde, 1901)
Robert Ezra Park, uno dei maggiori sociologi degli Stati Uniti, nel 1904 scrisse La folla e il pubblico. Park portava Le Bon in America e, dopo aver affrontato il tema dello sviluppo dei media, notò come l'opinione pubblica stesse diventando sempre meno distinguibile dalla mente delle masse:
«la cosiddetta opinione pubblica è generalmente niente più che un semplice impulso collettivo che può essere manipolato dagli slogan [...] Il giornalismo moderno, che dovrebbe istruire e dirigere l'opinione pubblica riportando e discutendo gli eventi, solitamente si sta rivelando come un semplice meccanismo per controllare l'attenzione della collettività. L'opinione che si viene a formare in questa maniera, ha una forma logicamente simile al giudizio derivato da una percezione irriflessiva: l'opinione si forma direttamente e simultaneamente alla ricezione dell'informazione»
Nel 1908 nasce ufficialmente la Psicologia sociale: gli autori sono l'americano Edward Alsworth Ross e il britannico William McDougall (in quell'anno pubblicarono due libri con lo stesso titolo, "Social Psychology"). Nel libro di Ross si rende noto come i nuovi media abbiano la facoltà, senza precedenti nella storia dell'uomo, di "annichilire lo spazio", e di rendere possibile l'uniformità della moderna opinione pubblica: «La presenza non è essenziale per la suggestione della massa. Il contatto mentale non è più vincolato dalla prossimità fisica [...] I nostri espedienti annullano lo spazio, rendono uno shock quasi simultaneo. Un vasto pubblico condivide la stessa rabbia, allarmi, entusiasmi e orrori. Quindi, quando una parte della massa viene a conoscenza dei sentimenti della restante parte, le sensazioni si generalizzano e si intensificano.»
Nello stesso anno Graham Wallas, prestigioso docente di Harvard e insegnante, tra gli altri, del giovane Walter Lippman, pubblicò Human Nature in Politics: Chiunque cerchi di basare il suo pensiero politico su un riesame del funzionamento della natura umana, deve iniziare col tentare di superare la tendenza alla sopravvalutazione delle facoltà intellettive della razza umana [...] Possiamo assumere che ogni azione umana è il risultato di un processo intellettuale, attraverso il quale l'uomo prima pensa a un fine desiderato e dopo calcola gli strumenti attraverso i quali quell'obbiettivo può essere raggiunto. [...] L'empirica arte della politica consiste largamente nella creazione di opinioni, nel deliberato sfruttamento delle inferenze subconsce e non-razionali
(Graham Wallas, 1909)

### La propaganda nella prima guerra mondiale
La prima guerra mondiale segnò un altro momento fondamentale nella storia della propaganda, un "salto quantico": le guerre napoleoniche avevano fatto da preludio alla guerra totale, ma è nel 1914 che questa diventa un "problema di ogni membro della popolazione". L'opinione pubblica ha sempre giocato un ruolo fondamentale in qualunque scelta bellica, tanto nelle comunità neolitiche quanto ai tempi dell'assolutismo e in quelli odierni. Ma l'opinione pubblica del Novecento, per via delle evoluzioni demografiche, socio-economiche e politiche, aveva assunto una dimensione e un volume maggiori che in passato.
Il peso della propaganda messa in campo dai vari paesi dipese dal loro livello di “democraticità”, vale a dire in base al livello di partecipazione degli strati medi alla politica della nazione, secondo un rapporto inversamente proporzionale: le attenzioni prestate alla propaganda e le dimensioni dell'apparato persuasivo furono eccezionali in Inghilterra e Stati Uniti, modeste in Italia e molto mediocri in Russia e Austria-Ungheria. I mass-media, allora sostanzialmente sintetizzati nella stampa, furono una componente essenziale della progressione dell'evento bellico, dall'origine alla fine, dentro e fuori dagli Stati. Quando scoppiò la guerra la mobilitazione militare fu accompagnata da un altrettanto grandiosa mobilitazione politica e mediatica per lo sviluppo del mito della "guerra giusta", portato avanti con forza dai giornali della destra tradizionale e dei gruppi industriali e finanziari, e sostenuta anche da una parte del giornalismo di sinistra.
La stampa fu a pieno titolo una delle forze interventiste che rese possibile la Grande Guerra (e soprattutto la sua durata e la sua mole). In Italia all'inizio della Prima guerra mondiale la stragrande maggioranza del Paese era contraria o indifferente alla causa bellica. Gli elementi che permisero il superamento di questa opposizione sarebbero stati "l'appoggio del re, le grandi manifestazioni di piazza promosse dagli interventisti [...], la campagna di stampa capeggiata dal Corriere della Sera [...], e [...] la passività nelle forze neutraliste".
Negli Stati Uniti venne creato il Committee on Public Information (CPI), un'agenzia governativa che avrebbe dovuto influenzare l'opinione pubblica in direzione interventista. Il CPI fu un organismo "straordinariamente sofisticato e dotato di un enorme raggio d'azione, che provvedeva un ineguagliato laboratorio per la produzione di lavori pubblicitari a livello locale, nazionale e internazionale", un apparato pubblicitario che "per portata e per concezione trascendeva qualunque cosa precedentemente esistita". Il lavoro dell'agenzia governativa avrà l'effetto di "impressionare permanentemente il business americano con le potenzialità di una propaganda su larga scala per il controllo dell'opinione pubblica".
(Roger Babson, 1919. Babson è il fondatore del Babson College e del Webber College, due delle business school private più prestigiose degli Stati Uniti)
Il direttore civile del CPI, George Creel, ricordò tre anni dopo come "la natura del lavoro della Commissione fu così distintamente quella di una campagna pubblicitaria, che tutti ci siamo istintivamente volti verso la professione pubblicitaria". Nel 1927 Harold Lasswell riassumeva la lezione tratta dall'esperienza bellica con uno slancio di euforia:
(Harold Lasswel, 1927. Lasswell è uno dei maggiori politologi americani del XX secolo, presidente del World Academy of Art and Science e dell'American Political Science Association)
C'era chi si accorgeva dei cambiamenti con spirito meno entusiasta, come Randolph Bourne che in War and Intellectuals del 1917, riferendosi al CPI, scrisse: "è stata un'esperienza amara assistere all'unanimità con cui gli intellettuali americani hanno fornito il proprio supporto all'uso di tecniche di guerra"; il progressismo che un tempo si appellava alla ragione adesso approccia la gente americana come se fosse composta di "masse tarde, troppo remote dai problemi del mondo per esserne coinvolte, troppo scarse d'intelletto per percepire il loro stesso pericolo". Le tecniche della propaganda vennero codificate e applicate in maniera scientifica per la prima volta dal giornalista Walter Lippman e dal pubblicista statunitense Edward Bernays (nipote di Sigmund Freud) agli inizi del XX secolo.

### Propaganda e potere politico: Walter Lippmann e la "fabbrica del consenso"
Nel 1922 esce Public Opinion di Walter Lippmann, dove viene coniato il famigerato concetto di "fabbrica del consenso": «Nella maggior parte dei casi noi non siamo soliti vedere e poi definire. Noi prima definiamo e poi vediamo. In quella gran [...] confusione che è il mondo esterno, noi siamo portati a riconoscere ciò che la nostra cultura ha già definito per noi, e tendiamo a percepire ciò che abbiamo riconosciuto nella forma stereotipata per noi dalla nostra cultura.
[...] Immaginiamo molte cose prima di averne avuto esperienza diretta. E questi preconcetti [...] governano profondamente l'intero processo di percezione» (pp. 81, 90).
Lippmann considerava necessari allo sviluppo della moderna "fabbrica del consenso" l'utilizzo delle moderne tecnologie di comunicazione di massa, non solo la parola della carta stampata ma anche e soprattutto la fotografia e la nuova industria hollywoodiana. Partendo dalle previe analisi della psicologia sociale sul potere dei simboli nella mente delle folle, Lippmann enfatizzava l'importanza dei processi di identificazione nella vita psichica dei ricettori. 
Nel The Phantom Public del 1927 la formula di Lippmann per le leadership era:
(Walter Lippmann, 1922)
La giustificazione del realismo democratico stava nella natura irrazionale delle masse: 
Il pubblico deve essere tenuto al suo posto, non solo perché possa esercitare i suoi poteri, ma ancor di più per consentire a ognuno di noi di vivere libero dallo scalpiccio e dal rumore del gregge disorientato»
(Walter Lippmann, 1922)
Lippmann suggerisce di gestire il rapporto tra le autorità e la popolazione (o il pubblico) attraverso la fruizione di segni di natura semplice, capaci di colpire emotivamente la collettività e di condurla alle stesse conclusioni che gli esperti hanno previamente elaborato per via razionale: «I segni devono avere un carattere tale da essere riconosciuti e compresi senza la necessità di un sostanziale sguardo alla sostanza del problema [...] devono essere segni che diranno ai membri del pubblico dove conviene allinearsi per promuovere la soluzione [del problema]. In breve, devono essere guide per azioni ragionevoli a uso di persone disinformate» (pp. 77–78).
Inoltre, continua Lippmann, «senza una qualche forma di censura, la propaganda nello stretto senso della parola non è attuabile. Per condurre una propaganda ci dev'essere una qualche forma di barriera tra il pubblico e gli eventi. L'accesso agli ambienti [dell'informazione] dev'essere limitato, così da evitare che qualcuno possa creare uno pseudo-ambiente da sé e ritenerlo giusto o desiderabile»

### Edward Bernays e la nascita della scienza delle pubbliche relazioni
Lo spin doctor Edward Bernays, "l'architetto delle moderne tecniche di propaganda” nonché padre della Scienza delle Pubbliche Relazioni (Ewen, p. 3), scrisse opere fondamentali per la storia della propaganda moderna quali Crystallizing Public Opinion e Propaganda (1923 e 1928):
(Edward Bernays, 1923)
«La mente collettiva non ragiona nel vero senso del termine. Al posto dei pensieri ha gli impulsi, le abitudini e le emozioni [...] il suo primo impulso è solitamente quello di seguire l'esempio di un leader fidato. Questo è uno dei principi basilari della psicologia di massa». Nell'illustrare tale meccanismo Bernays pone ad esempio un lavoro pubblicitario elaborato per conto di un produttore di carne allo scopo di aumentare le vendite di bacon. La vecchia pubblicità avrebbe recitato "Mangia il bacon perché è economico, perché è buono, perché ti dà energia". Ma ruotando semplicemente sulle caratteristiche intrinseche del prodotto, "le conseguenze di questa campagna sarebbero minime". Un approccio migliore sarebbe quello di "radicare la campagna pubblicitaria nell'analisi delle strutture collettive della società e dei principi della società di massa". Il moderno pubblicista dovrebbe allora chiedersi «Chi influenza le abitudini alimentari del pubblico?». La risposta è «Il medico generico!». Il PR (Public Relations counsellor) dovrà allora tentare di persuadere i medici generici "a dire pubblicamente che mangiare bacon è salutare".
Il pubblicista sa "con matematica certezza che un gran numero di persone seguirà il consiglio dei propri dottori, perché comprende le relazioni psicologiche di dipendenza tra gli uomini e i loro medici" Lo specialista delle pubbliche relazioni dev'essere uno studioso dei media e delle reti di comunicazione, deve conoscere la sociologia e l'antropologia e indagare costantemente le abitudini culturali dei vari strati della popolazione, perché si dovrà spiegare al pubblico "con termini che il pubblico possa capire e sia propenso ad accettare".
Bernays faceva sua la teoria dell'istinto già formulata da Trotter: «Gli individui e il gruppo sono guidati da un numero veramente basso di desideri, istinti ed emozioni fondamentali [...] Il sesso, l'istinto gregario, il desiderio di dirigere, gli istinti materni e paterni», argomenti sui quali l'esperto "può basare le sue proposte di vendita". Per arrivare al cuore del pubblico l'esperto deve abbandonare ogni tentativo di ragionare con esso, "le discussioni astratte e gli argomenti pesanti [...] non possono essere dati al pubblico se non previamente semplificati e drammatizzati".

## Ordinamento giuridico
Secondo la sentenza che la Grande Camera del Tribunale della Corte di Giustizia dell’Unione Europea ha emesso il 27 luglio 2022, “poiché le campagne di propaganda e disinformazione sono in grado di minare le fondamenta delle società democratiche e sono parte integrante dell’arsenale della guerra moderna, le misure restrittive" adottate dal Consiglio nei confronti di alcune trasmissioni televisive russe in questione "rientrano anche nel perseguimento degli obiettivi assegnati all’Unione dall’articolo 3, paragrafi 1 e 5, del TUE". Peraltro, "un divieto generale e assoluto di trasmissione costituirebbe un vero e proprio atto di censura e non potrebbe essere considerato necessario o proporzionato per raggiungere effettivamente gli obiettivi invocati dal Consiglio”. Pertanto, solo il carattere reversibile della sanzione per i giudici mantiene in equilibrio il necessario bilanciamento tra la tutela della democrazia e la libertà d’espressione.

### Pubblicazioni civili
- (EN) A. Lawrence Lowell, Public Opinion and Popular Government (PDF), New York, Longmans, Green, & Co., 1914.
- (EN) Alfred McClung Lee, The Daily Newspaper in America, New York, McMillian, 1937.
- Anne Morelli, Principi Elementari della Propaganda di Guerra, Futura Editrice, 2024  [2001], ISBN 978-8823024809.
- (EN) Ben H. Bagdikian, The Media Monopoly, Boston, Beacon Press, 1987.
- (EN) Edward Bernays, Crystallizing Public Opinion, Liveright, 1929.
- (EN) Edward Bernays, Propaganda (PDF), New York, Liveright, 1928.
- Edward Bernays, Propaganda. L'arte di manipolare l'opinione pubblica, Prato, Piano B, 2018  [1928], ISBN 978-8893710374.
- (EN) Ferdinand Tönnies, Community and Society, East Lansing, Mich., Harper & Row, 1957  [1887].
- Francesco Regalzi, Walter Lippmann. Una biografia intellettuale, Torino, Aragno, 2011, ISBN 978-8884194831.
- (EN) Frank Luther Mott, American Journalism: A History, 1690-1960, New York, The Macmillan Company, 1950.
- (EN) Gabriel Tarde, The Public and the Crowd, in On Communications and Social Influence: Selected Papers, Chicago, 1969.
- Giorgio Rochat, La prima guerra mondiale, in La Storia, XII, Redazione Grandi Opere UTET Cultura.
- (EN) Gustave Le Bon, The Crowd. A Study of the Popular Mind (PDF), New York, Dover Publications, Inc., 2002  [1895], ISBN 0-486-41956-8.
- Gustave Le Bon, Psicologia delle folle (PDF), traduzione di Gina Villa, Milano, Longanesi & C., 1996  [1895], ISBN 88-304-0162-5 (archiviato dall'url originale il 10 agosto 2025).
- (EN) Harwood L. Childs, Propaganda, in Microsoft Encarta Encyclopedia 1998.
- (EN) Jacques Ellul, Propaganda: The Formation of Men's Attitudes, traduzione di Konrad Kellen e Jean Lerner, New York, Vintage Books - Random House, 1973  [1962], ISBN 0-394-71874-7.
- Jacques Ellul, Propaganda, traduzione di Elisabetta Ribet, Prato, Piano B, 2023  [1962], ISBN 978-8893711289.
- (EN) James Aronson, The Press and the Cold War, Boston, Beacon Press, 1973.
- (EN) James Curran e Jean Seaton, Power Without Responsibility: The Press and Broadcasting in Britain, Londra, Methuen, 1985.
- (FR) Loïc Borgies, Le conflit propagandiste entre Octavien et Marc Antoine. De l’usage politique de la « uituperatio » entre 44 et 30 a. C. n., in Latomus, Bruxelles, 2016.
- Maddalena Oliva, Fuori Fuoco. L'arte della guerra e il suo racconto, Bologna, Odoya, 2008, ISBN 978-88-6288-003-9.
- Massimo Chiais, Menzogna e Propaganda. Armi di (dis)informazione di massa, Milano, Lupetti, 2008, ISBN 978-8883912375.
- Massimo Chiais, Gérald Bronner e Alejandro Pizarroso Quintero, Propaganda, disinformazione e manipolazione dell'informazione, Roma, Aracne, 2009, ISBN 978-8854829558.
- Massimo Chiais, La propaganda nella storia. Strategie di potere dall'antichità ai nostri giorni, Milano, Lupetti, 2010, ISBN 978-8883912948.
- (EN) Philip M. Taylor, Munitions of the Mind. A History of Propaganda from the Ancient World to the Present Day, Manchester University Press, 2003, ISBN 0-7190-6767-7.
- (EN) Robert E. Park, The Crowd and the Public, and Other Essays, University of Chicago Press, 1972, ISBN 0-226-64609-2.
- (EN) Stephen Hess, The Government/Press Connection: Press Officers and their Offices, Washington, D.C., Brookings Institution, 1984, ISBN 0-8157-3596-0.
- (EN) Stuart Ewen, PR!: A Social History of Spin, New York, Basic Book, 1996, ISBN 0-465-06168-0.

### Pubblicazioni militari
- (EN) Central Intelligence Agency (CIA), Psychological Operations in Guerrilla Warfare (PDF).
- (EN) Headquarters, Department of the Army, FM 3-05.30 Psychological Operations (PDF), Washington, DC, 15 aprile 2005 (archiviato dall'url originale l'11 luglio 2025).
- (EN) Headquarters, Department of the Army, FM 3-05.301 Psychological Operations Process Tactics, Techniques, and Procedures (PDF), Washington, DC, 30 agosto 2007 (archiviato dall'url originale il 14 luglio 2024).
- (EN) Headquarters, Department of the Army, FM 3-05.302 Tactical Psychological Operations Tactics, Techniques, and Procedures (PDF), Washington, DC, 28 ottobre 2005 (archiviato dall'url originale il 31 maggio 2025).
- (EN) Headquarters, Department of the Army, FM 33-1 Psychological Operations U. S. Army Doctrine (PDF), Washington, DC, 21 giugno 1968.
- (EN) Headquarters, Department of the Army, FM 33-5 Psychological Warfare in Combat Operations (PDF), Washington, DC, 26 agosto 1949 (archiviato dall'url originale il 14 giugno 2024).
- (EN) Office of Strategic Services (OSS), Strategic Services Field Manual No. 2 - Morale Operations Field Manual, Washington, DC, 26 gennaio 1943.